# Damir Karaibrahimovic
Damir Karaibrahimovic, né le 19 février 1989 à Fréjus dans le Var, est un joueur de basket-ball français. Il évolue au poste de meneur de jeu.

## Palmarès
- Médaille d'argent aux Championnats d'Europe cadet en 2005

## Carrière en club
- 2004-2005 :  Centre fédéral (NM1)
- 2005-2007 :  Olympique d'Antibes Juan-les-Pins (Pro B)
- 2007-2008 :  Paris-Levallois Basket (Pro A)
- 2008-2010 :  Olympique d'Antibes Juan-les-Pins (Pro B)
- 2010-2012 :  Association sportive de Monaco (NM2)
- 2012-2013 :  Association sportive de Monaco (NM1)
- 2013-2014 :  Sorgues Basket Club (NM1)
- 2014-2015 :  Grand Avignon Sorgues Basket (NM1)
- 2015 :  Sorgues Avignon Pontet Vaucluse (NM1)
- Depuis 2016 :  AC Golfe-Juan-Vallauris